# Aleksandr Ivanov (lottatore)
Aleksandr Nikolaevič Ivanov (in russo Александр Николаевич Иванов?; Distretto di Čuonskij, 10 gennaio 1951) è un ex lottatore sovietico, dal 1991 russo, specializzato nella lotta libera.
Aleksandr Nikolaevič Ivanov (in russo: Александр Николаевич Иванов; distretto di Čuonskij, 10 gennaio 1951) è un ex lottatore sovietico specializzato nella lotta libera, vincitore della medaglia d'argento ai Giochi olimpici di Montréal 1976 nella categoria pesi mosca (fino a 52 kg).

## Carriera
Ivanov iniziò a praticare la lotta nella Repubblica di Sakha (Jakutia), dove si mise in luce nelle scuole sportive locali, in particolare nella DYuSSh di Churapcha. Dopo il trasferimento ad Alma-Ata (odierna Almaty), si iscrisse all’Istituto di Cultura Fisica del Kazakistan, entrando nel club militare-sportivo VS Almaty.
Esordì nei campionati sovietici all'inizio degli anni ’70, vincendo il titolo nazionale nel 1974 e 1976, e ottenendo l’argento nel 1972 e 1973 e il bronzo nel 1975. Entrò stabilmente nella nazionale sovietica nel 1975.
Nel 1976 fu convocato per i Giochi olimpici di Montréal, dove vinse la medaglia d’argento nella categoria fino a 52 kg, battuto in finale dal giapponese Yuji Takada.
Proseguì la carriera internazionale con l’argento ai Campionati europei del 1977 e il bronzo alla Coppa del Mondo di lotta del 1978.

## Palmarès
| Anno | Competizione                | Località | Categoria          | Risultato        |
| ---- | --------------------------- | -------- | ------------------ | ---------------- |
| 1976 | Giochi olimpici             | Montréal | Pesi mosca (52 kg) | Template:Argento |
| 1977 | Campionati europei di lotta | —        | Pesi mosca         | Template:Argento |
| 1978 | Coppa del Mondo di lotta    | —        | Pesi mosca         | Template:Bronzo  |

## Attività post-agonistica
Ritiratosi dalle competizioni nel 1979, Ivanov si è dedicato all’insegnamento e alla promozione sportiva. Ha diretto il dipartimento di sport da combattimento presso l’Istituto di Cultura Fisica di Churapcha e ha fondato una scuola di riserva olimpica a Mirny. Ha contribuito alla formazione di diversi atleti nelle regioni della Jakutia.

## Riconoscimenti
- Maestro onorato dello sport dell'URSS (1991)
- Ordine della Stella Polare (2006)
- Cittadino onorario di Jakutsk e del distretto di Suntar
- Portatore della fiaccola olimpica a Yakutsk per Soči 2014